# Lac La Biche
Lac La Biche is een plaats (town) in de Canadese provincie Alberta en telt 2758 inwoners (2006).